# Świętowit woliński

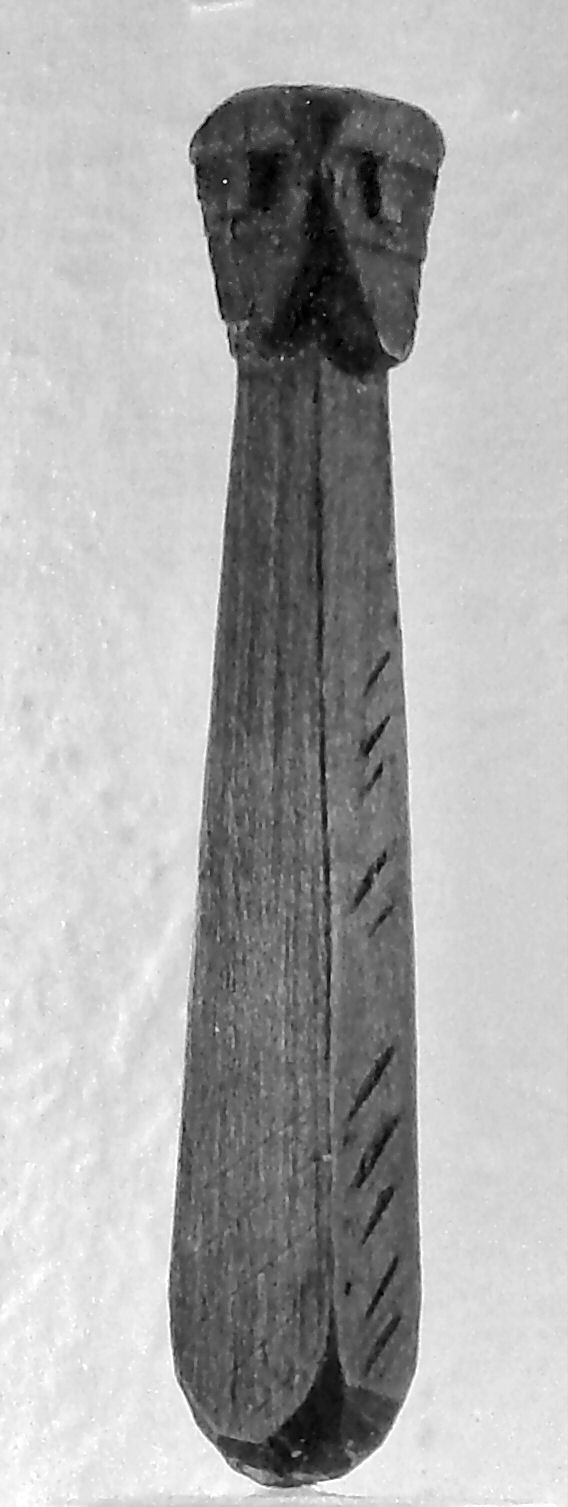
Figurka Świętowita znaleziona w 1973 r. na wyspie Wolin

Świętowit woliński – umowna nazwa figurki kultowej z drewna cisowego, odkrytej 30 sierpnia 1973 roku na wyspie Wolin.
Odkryto cztery egzemplarze figurki, datowane na IX/X wiek. Wszystkie są niewielkie (ok. 6 cm) i przedstawiają czterotwarzową postać, utożsamianą ze Świętowitem. Obok wyobrażeń Świętowita znaleziono na Wolinie pochodzące z tego samego okresu figurki falliczne.
W przeciwieństwie do znanych do tej pory wyobrażeń słowiańskich bóstw (jak rzeźby w Bergen auf Rügen i Altenkirchen czy monumentalny Światowid ze Zbrucza), Świętowit woliński jest znaleziskiem unikatowym, był bowiem posążkiem przeznaczonym do kultu domowego lub osobistego.
Obecnie figurkę Świętowita można oglądać w Muzeum Regionalnym w Wolinie.